# Amal Adam
Amal Adam (* 24. Dezember 1981) ist eine ägyptische Bogenschützin, die mit dem Recurvebogen schießt.

## Werdegang
Adam trat international bislang nur wenig in Erscheinung. Ihren ersten internationalen Auftritt hatte sie im Alter von 37 Jahren beim Veronica's Cup in Slowenien, wo sie die dritte Runde erreichte. Zudem nahm sie 2019 an den Afrikaspielen teil, wo sie im Einzel die Bronzemedaille gewann und mit der ägyptischen Mannschaft sogar Gold holen konnte. Auch im Mixed holte Ägypten den Sieg bei den Afrikaspielen, wobei Adam allerdings nicht Teil des Duos war. Durch diesen Erfolg erhielt Ägypten aber einen Quotenplatz für die Olympischen Spiele 2020, den der nationale Verband später an Adam vergab. Somit nahm sie im Sommer 2021 erstmals an Olympischen Spielen teil. In der Platzierungsrunde wurde sie dort Vorletzte und war anschließend in der ersten Runde gegen die Südkoreanerin Jang Min-hee chancenlos. Im erstmals ausgetragenen Mixed-Wettbewerb wurde sie gemeinsam mit ihrem Partner Youssof Tolba nach der Platzierungsrunde auf dem 29. Platz geführt, womit die beiden den K.-o.-Durchgang nicht erreichten.
Die Olympischen Spiele in Tokio waren ihre bis dato letzten Wettbewerbe, zu denen sie antrat.